# Yellow Claw
Yellow Claw es un dúo de disc jockeys y productores originarios de Ámsterdam, Países Bajos. El grupo está formado por Jim Aasgier (Jim Taihuttu) y Nizzle (Nils Rondhuis). Son los fundadores del sello discográfico Barong Family. Su música es una mezcla de una amplia gama de géneros y a menudo incorpora elementos de trap, hip hop, dubstep, big room house, hardstyle y moombahton.
En 2018 ocuparon el número 47 en la encuesta anual realizada por la revista DJmag, su puesto más alto alcanzado hasta la fecha. Actualmente, ocupan el puesto #77.

## Historia
Yellow Claw ganó popularidad a mediados de 2010 por ser anfitrión en uno de los clubes nocturnos más famosos de Ámsterdam, el Jimmy Woo. Durante 2012 y 2013, lanzaron varios sencillos exitosos, que aparecieron en las listas holandesas y belgas tales como: "Krokobil", "Nooit meer slapen", "Thunder" y "Last Night Ever". Los vídeos de los sencillos se convirtieron en virales, cada uno ganando más cuatro millones de visitas en YouTube. Durante ese tiempo, Yellow Claw participan en muchos festivales holandeses, como el Festival DirtyDutch, Festival Sneakerz, Latin Village Festival y el Solar Festival.
Han conseguido salir de su país de origen y hacerse populares por todo el mundo, participando en los mejores festivales del mundo como Tomorrowland, Summer Fest, Lollapalooza, o en los mejores clubes del mundo.
En 2013, firman con el sello Mad Decent de Diplo. El 7 de marzo de 2013, lanzaron su primer EP internacional Amsterdam Trap Music. En junio, actuaron en el programa Diplo and Friends en BBC Radio 1, y en julio de ese mismo año aparecen dentro en la grilla del Tomorrowland.
El 1 de noviembre de 2013, después de firmar con Spinnin' Records, el grupo lanzó su primer sencillo internacional "Shotgun", con las voces de la cantante holandesa Rochelle. Éste ingresó en los primeros diez en la lista de los Países Bajos.
En noviembre de 2015 lanzaron su álbum debut Bloody for Mercy a través de Mad Decent.
El 22 de junio de 2016, anunciaron en su página oficial de Facebook que MC Bizzey (Leonardo Roelandschap) decidió abandonar el grupo para pasar más tiempo con su familia.
El 31 de marzo de 2017, publican su segundo álbum de estudio llamado Los Amsterdam impulsado por sencillos como "Light Years" (con Rochelle), "City On Lockdown" con Lil Debbie, "Good Day" con DJ Snake & Elliphant y "Hold On To Me" con GTA.
Lanzan su tercer álbum de estudio, New Blood, el 22 de junio de 2018 a través de su discográfica Barong Family. El álbum incluye colaboraciones con una variedad de productores y cantantes, incluidos volvió a trabajar con varios productores y cantantes, incluidos DJ Snake, San Holo, Moksi, ASAP Ferg, Tabitha Nauser y Sofía Reyes.
En junio de 2019 publican su colaboración con el dúo sueco Galantis titulado “We Can Get High”. El 12 de julio de 2019, lanzan su sencillo "Get Up" con la colaboración de KIDDO. En agosto de 2019,  firman oficialmente con la discográfica Roc Nation, seguido del lanzamiento de su sencillo "Baila Conmigo" con colaboraciones de Saweetie, Inna y Jenn Morel.
En enero de 2020, lanzan mediante la discográfica Roc Nation, su cuarto álbum de estudio titulado Never Dies.

## Discografía

### Álbumes
Álbumes de estudio
- 2015: Blood for Mercy

```
   01."Roller" (con Eyelar)
   02."Higher" (con Lil' Eddie)
   03."For the Thrill" (con 
Becky G
)
   04."Nightmare" (con 
Pusha T
 y Barrington Levy)
   05."In My Room" (junto a 
DJ Mustard
, con 
Ty Dolla $ign
 y 
Tyga
)
   06."Lifetime" (junto a 
Tiësto
, con Kyler England)
   07."Catch Me" (junto a 
Flux Pavilion
, con Naaz)
   08."We Made It" (con Lil' Eddie)
   09."Feel It" (con Naaz)
   11."Drowning in Champagne" (con 
Maty Noyes
)
   12."Blood Diamond" (con 
Serebro
)
   13."Sin City"
   14."Bun It Up" (con 
Beenie Man
)
   15."Wild Mustang" (junto a 
Cesqeaux
, con 
Becky G
)
   16."Ride or Die" (junto a 
Dirtcaps
, con Kalibwoy)
   17."Kaolo Pt. 3"
```

```
   Lanzamiento: 20 de noviembre de 2015
   Discográfica: Mad Decent
   Formatos: Descarga digital
```

- 2017: Los Amsterdam

```
 01."Home" (con Sophie Simmons)
 02."Without You" (con The Galaxy & Gia Koka)
 03."Love & War" (con Yade Lauren)
 04."Good Day" (con 
DJ Snake
 & Elliphant)
 05."Open" (con 
Moksi
 & Jonna Fraser)
 06"City on Lockdown" (con 
Juicy J
 & Lil Debbie)
 07."Friends in the Dark" (con Otis Parker)
 08."Stacks" (con 
Quavo
, 
Tinie Tempah
 & Cesqeaux)
 09."Last Paradise" (con Sody)
 10."Light Years" (con Rochelle)
 11."Hold on to Me" (con 
GTA
)
 12."Rose Horizon" (con STORi)                     
 13."Invitation" (con Yade Lauren)
```

```
   Lanzamiento: 31 de marzo de 2017
   Discográfica: Mad Decent
   Formatos: Descarga digital
```

- 2018:  New Blood

```
 01."Lost On You" (con Phalke)
 02."Summertime" (con 
San Holo
)
 03."Both Of Us" (con STORi)
 04."Villain" (con Valentina)
 05."Crah This Pary" (con Tabitha Nauser)
 06."Public Enemy" (con 
DJ Snake
)
 07."Fake Chanel (con A$AP Ferg, Creek Byz)
 08."Attention" (con Chace & Kalibwoy)
 09."Bittersweat" (con 
Sofía Reyes
)
 10."To The Max" (con Mc Kekel, Lil Debbie, Bok Nero & MC Gustta)
 11."Down On Love" (con 
Moksi
 & Yade Lauren)
 12."Ill Be Fine" (con Kelsey Gill)
 13."Waiting" (con Rochelle)
 14."Another Life" (con STORi)
```

- 2020: Never Dies

```
 01."Try So Hard" (con STORi)
 02."Amsterdamned"
 03."Let's Get Married" (con 
Offset
 & Era Estrefi)
 04."Reckless" (con 
Fatman Scoop
)
 05."Here To Stay" (con 
Gammer
 & Nanami)
 06."Lie To Me" (con 
Tinashe
 & Runtown)
 07."Baila Conmigo" (con Saweetie, 
INNA
 & Jenn Morel)
 08."El Terror" (con 
Jon Z
 & Lil Toe)
 09."The Way We Bleed" (con Nikki Vianna)
 10."Get Up" (con Kiddo)
 11."Forgetting to Remenber" (con Crisis Era & Kimberly Fransens)
```

### Extended plays
- Amsterdam Trap Music

```
   01."Kaolo"
   02."W.O.L.F."
   03."4 in the Morning"
   04."21 Bad Bitches"
```

```
   Lanzamiento: 7 de marzo de 2013
   Discográfica: Mad Decent
   Formato: Descarga digital
```

- Amsterdam Trap Music Remixes

```
   01."Kaolo" (Watapachi Remix)
   02."W.O.L.F." (LNY TNZ Remix)
   03."4 in the Morning" (Dirtcaps Remix)
   04."21 Bad Bitches" (Nymfo Remix)
```

```
   Lanzamiento: 26 de abril de 2013
   Discográfica: Mad Decent
   Formato: Descarga digital
```

- Amsterdam Twerk Music

```
   01."DJ Turn It Up"
   02."Assets" (with 
Tropkillaz
 & The Kemist)
   03."P*$YRICH" (Con Adje)
   04."Slow Down" (Con 
DJ Snake
 & Spanker)
```

```
   Lanzamiento: 26 de septiembre de 2013
   Discográfica: Mad Decent
   Formato: Descarga digital
```

- Amsterdam Trap Music Vol. 2

```
   01."Techno" (con 
Diplo
 and 
LNY TNZ
, & Waka Flocka Flame)
   02."Dancehall Soldier" (con Beenie Man)
   03."Kaolo Pt. 2"
   04."Never Dies" (con Lil' Eddie)
```

```
   Lanzamiento: 22 de julio de 2014
   Discográfica: Mad Decent
   Formato: Descarga digital
```

- Legends EP (junto a Cesqeaux)

```
   01."Inma Head" (con Marlishh)
   02."Legends" (con Kalibwoy)
   03."Preacher" (con Roëndy Rosanjo)
   04."IBETCHU"
```

```
   Lanzamiento: 14 de octubre de 2014
   Discográfica: Dim Mak
   Formato: Descarga digital
```

- Amsterdam Trap Music Vol. 2 Remixes

```
   01."Kaolo Pt. 2" (
Angger Dimas
 Remix)
   02."Never Dies" (
Wiwek
 Remix)
   03."Techno" (
Coone
 Remix)
   04."Dancehall Soldier" (Ape Drums Remix)
```

```
   Lanzamiento: 28 de octubre de 2014
   Discográfica: Mad Decent
   Formato: Descarga digital
```

- Eastzane Warriors EP (junto a Dirtcaps)

```
   01."Flags Up" (with 
Alvaro
)
   02."Ravolution"
   03."Smoke It"
   04."Burn It Bro" (with Jay Cosmic)
```

```
   Lanzamiento: 27 de julio de 2015
   Discográfica: 
Barong Family

   Formato: Descarga digital
```

- Amsterdam Trap Music, Vol. 3

```
   01."Loudest MF" (feat. Bok Nero)
   02."Don't Stop" (feat. 
Valentino Khan
)
   03."Beastmode" (feat. Stoltenhoff)
   04."Dog Off"
```

```
   Lanzamiento: 23 de febrero de 2018
   Discográfica: Barong Family
   Formato: Descarga digital
```

- Danger Days EP

```
   01."Give It to Me" (feat. NONSENS)
   02."Danger Days"
   03."Kaolo, Pt. 4"
   04."Can't Help Myself" (feat. Juyen Sebulba)
   05."Break of Dawn" (feat. Stoltenhoff)
   06."Bumrush 2019"
   07."Yexit"
   08."20.000 Volts" (feat. 
Radical Redemption
)
```

```
   Lanzamiento: 8 de marzo de 2019
   Discográfica: Barong Family
   Formato: Descarga digital
```

### Sencillos
- 2012: "Allermooiste Feestje" (con Mr. Polska y Ronnie Flex) [coproducido por Boaz van de Beatz]
- 2012: "Krokobil" (con Sjaak y Mr. Polksa) [coproducido por Boaz van de Beatz]
- 2012: "Nooit Meer Slapen" (con Ronnie Flex, MocroManiac y Jebroer) [coproducido por Boaz van de Beatz]
- 2012: "The Mighty Claw (Rock the Funky Beat)" (con Mightyfools)
- 2012: "Make It Clap" (con Cesqeaux)
- 2013: "The Horror" (con Yung Felix)
- 2013: "IBETCHU" (con Cesqeaux)
- 2013: "Kaolo"
- 2013: "4 In The Morning"
- 2013: "21 Bad B*tches"
- 2013: "W.O.L.F."
- 2013: "Thunder" (con The Opposites)
- 2013: "Titta" (con MOTi)
- 2013: "Get It Right" (con Yung Felix)
- 2013: "Dancefloor Champion" (con Yung Felix)
- 2013: "Pillz" (junto a Flosstradamus, con Green Velvet)
- 2013: "You Make Me" (con Yung Felix)
- 2013: "Last Night Ever" (con LNY TNZ)
- 2013: "DJ Turn It Up"
- 2013: "Assets" (con Tropkillaz & The Kemist)
- 2013: "P*$YRICH" (con Adje)
- 2013: "Slow Down" (con DJ Snake & Spanker)
- 2013: "Shotgun" (con Rochelle)
- 2013: "Moortje" (con Yung Felix)
- 2014: "Psycho" (con GRX y Cesqeaux)
- 2014: "Lick Dat" (con Mightyfools)
- 2014: "Daily Paper" (con Yung Felix)
- 2014: "No Flex Zone" (con Yung Felix)
- 2014: "DKNY"
- 2014: "Legends" (junto a Cesqeaux con Kalibwoy)
- 2014: "Techno" (junto a Diplo & LNY TNZ con Waka Flocka Flame)
- 2015: "Till It Hurts" (con Ayden)
- 2015: "Run Away"
- 2015: "Wild Mustang" (junto a Cesqeaux, con Becky G)
- 2015: "No Class" (con Mightyfools)
- 2015: "Sin City"
- 2015: "We Made It" (con Lil' Eddie)
- 2015: "In My Room" (junto a DJ Mustard con Ty Dolla Sign & Tyga)
- 2015: "Catch Me" (junto a Flux Pavilion con Naaz)
- 2016: "Alright" (con San Holo)
- 2016: "Pop It" (junto a Wiwek con Lil Debbie)
- 2016: "Invitation" (con Yade Lauren)
- 2016: "Love & War" (con Yade Lauren)
- 2016: "Ocho Cinco" (DJ Snake x Yellow Claw)
- 2017: "Good Day" (junto a DJ Snake & Elliphant)
- 2017: "Light Years" (con Rochelle)
- 2017: "City on Lockdown" (con Juicy J & Lil Debbie)
- 2017: "Open" (con Moksi & Jonna Fraser)
- 2017: "Lit" (junto a Steve Aoki con Gucci Mane & T-Pain)
- 2017: "Do You Like Bass?" (con Juyen Sebulba)
- 2017: "Vertigo" (DOLF & Yellow Claw con Caroline Pennell)
- 2017: "Both of Us" (con Stor-I)
- 2017: "Like This" (Mike Cervello & Yellow Claw)
- 2018: "New World" (Krewella & Yellow Claw con Vava)
- 2018: "Cry Wolf" (DOLF & Yellow Claw con Sophie Simmons)
- 2018: "Villain" (con Valentina)
- 2018: "Summertime" (con San Holo)
- 2018: "Bittersweet" (con Sofía Reyes)
- 2018: "Crash This Party" (con Tabitha Nauser)
- 2019: "Give It to Me" (Yellow Claw & Nonsens)
- 2019: "We Can Get High" (Galantis & Yellow Claw)
- 2019: "Get Up" (con Kiddo)
- 2019: "Baila conmigo" (Yellow Claw con Saweetie, INNA & Jenn Morel)
- 2019: "Let's Get Married" (con Offset & Era Istrefi)
- 2019: "Amsterdamned"
- 2020: "El Terror" (con Jon Z & Lil Toe)
- 2020: "Take Me Back" (Yellow Claw, CORSAK & Julia Wu)
- 2020: "Supernoize" (Yellow Claw, Juyen Sebulba con RayRay)
- 2020: "After It All"

### Remixes
2012:
- Major Lazer – Get Free
- Neophyte – Braincracking
- Dirtcaps – Hands Up

2013:
- DJ Fresh Vs Diplo Ft. Dominique Young Unique – Earthquake (LNY TNZ & Yellow Claw Remix)
- Crystal Fighters – You & I
- The Wizard – Like a Pro

2014:
- Quintino & MOTi ft. Taylr Renee – Dynamite
- Headhunterz feat. Tatu – Colors
- Showtek & Justin Prime feat. Matthew Koma – Cannonball (Earthquake)
- Iggy Azalea feat. Charli XCX – Fancy
- Martin Garrix & Jay Hardway – Wizard
- Tiësto feat. Matthew Koma – Wasted
- Chelley & Ricky Blaze feat. Chelley – Take Ya Money
- 2 Unlimited – Jump For Joy
- Angger Dimas feat. Will Brennan – Speakers Bout to Blow

2015:
- Coone – Into the Madness
- Valentino Khan – Deep Down Low (Cesqeaux & Yellow Claw Remix)
- Selena Gomez feat. A$AP Rocky – Good for You

2016:
- Wiwek – Riot (Yellow Claw & LNY TNZ Remix)
- Trolley Snatcha & Modestep – Sing (Yellow Claw & Cesqeaux Remix)

2017:
- GTA feat. Vince Staples – Little Bit of This
- Noise Cans feat. Jesse Royal – No War
- Afrojack & David Guetta ft. Ester Dean – Another Life

2018:
- Aazar & Cesqeaux – Booty Time (Yellow Claw & Stoltenhoff Remix)
- DVBBS X Blackbear – IDWK